# Javanski nosorog
Javanski nosorog (Rhinoceros sondaicus) 
druga je najugroženija vrsta nosoroga s jedva 40 jedinki u centrima za spašavanje životinja.

## Rasprostranjenost
Javanski je nosorog u prošlosti nastanjavao gotovo čitavu Indokinu te otoke Sumatru i Javu. 
Životni prostor javanskog nosoroga smanjuje se već 1000 godina, ali ubrzano u posljednjih 100.
Javanski nosorog trenutno živi samo na zapadu Jave u nacionalnom parku Ujung Kulon, a posljednja jedinka vijetnamskog javanskog nosoroga (Rhinoceros sondaicus annamiticus) uginula je 2010.

## Opis životinje
Najvažnije obilježje javanskog nosoroga je samo jedan rog, najmanji od svih vrsta nosoroga. Dostiže duljinu od jedva 20 centimetara.
Dužina tijela javanskog nosoroga varira od 2 do 4 metra, a visina od 1,4 do 1,7 metara. Vijetnamska podvrsta je u prosjeku bila manja od javanske.
Odrasle jedinke teže od 900 do 2300 kg.
Javanski nosorog ima dobar sluh i njuh, poput svih ostalih nosoroga, ali ima vrlo slab vid.
Prosječan životni vijek javanskog nosoroga je 35 godina.

## Način života
Prirodno stanište javanskog nosoroga su kišne šume i šume mangrova.
Javanski nosorozi su samci i posjeduju svoje teritorije koji iznose 12–20 km² za mužjake, a 3–14 km² za ženke. Teritorij označuju mokraćom i izmetom. Zbog krčenja šuma i uništenja staništa, nosorozi sve teže pronalaze dovoljno teritorija.
Javanski nosorog je pretežno noćna životinja, kada se hrani biljkama. Odrasla jedinka dnevno može pojesti do 50 kg hrane.
Od životne važnosti za javanske nosoroge je unošenje soli, koje je otežano u njihovom sadašnjem staništu. Zbog nedostatka kopnenih izvora soli nosorozi su u NP Ujung Kulonu viđeni kako piju morsku vodu, što je inače neprirodno ponašanje.
Ženke javanskog nosoroga su skotne do 16 mjeseci, a koti se samo jedno mlado, koje s majkom ostaje do 2 godine.

## Ugroženost
Javanski je nosorog najugroženija vrsta nosoroga. Prema IUCN-u, klasificiran je kao kritično ugrožena vrsta s tendencijom daljnjeg pada brojnosti.
Opstanku javanskog nosoroga, osim smanjenja staništa, prijeti i krivolov zbog navodne ljekovitosti njegovog roga.